# Sportåret 1936

## Händelser

### Amerikansk fotboll
- Green Bay Packers besegrar Boston Redskins med 21 - 6 i NFL-finalen

### Bandy
- 1 mars - Slottsbrons IF, vinner SM-finalen mot Västerås SK med 2-1 på Stockholms stadion.[1][2]

### Baseboll
- 6 oktober - American League-mästarna New York Yankees vinner World Series med 4-2 i matcher över National League-mästarna New York Giants.[3]

### Basket
- 14 augusti - USA vinner den olympiska turneringen i Berlin genom att finalslå Kanada med 19-8.[4]

### Brottning

#### SM
- Kurt Pettersén tar sitt första SM-guld i grekisk-romersk stil, bantamvikt.

### Cykel
- Antonin Magne, Frankrike, vinner landsvägsloppet vid VM.
- Sylvère Maes, Belgien, vinner Tour de France
- Gino Bartali, Italien, vinner Giro d'Italia
- Gustave Deloor, Belgien, vinner Vuelta a España

### Fotboll
- 25 april - Arsenal FC vinner FA-cupfinalen mot Sheffield United FC med 1-0 på Wembley Stadium.[5]
- 16 augusti – Italien vinner den olympiska turneringen genom att i Berlin vinna finalen mot Österrike med 2-1 i förlängning.[6]
- Okänt datum – Real Madrid CF vinner Copa del Rey.
- Okänt datum – Rangers FC vinner skotska cupen.
- Racing Club de Paris vinner franska cupen.

#### Ligasegrare / resp lands mästare
- 7 juni - IF Elfsborg vinner Allsvenskan.
- Okänt datum – BK Frem vinner danska mästerskapen
- Okänt datum – Sunderland AFC vinner engelska ligan
- Okänt datum – Celtic FC vinner skotska ligan.
- Okänt datum – Feyenoord blir nederländska mästare.
- Okänt datum – Royal Daring Club Molenbeek blir belgiska mästare.
- Okänt datum – 1. FC Nürnberg blir tyska mästare.
- Okänt datum – Bologna FC blir italienska mästare.
- Okänt datum – Athletic Bilbao, blir spanska mästare.
- Okänt datum – Racing Club de Paris blir franska mästare.

### Friidrott
- 23 augusti - Gunnar Jönning sätter och världsrekord i gång[7] 3000 meter med 12 min 35,9 sek, Mjölby
- 31 december - Mario de Oliveira vinner Sylvesterloppet i São Paulo.[8]
- Ellison M. Brown, USA vinner Boston Marathon.[9]

### Golf

#### Herrar

##### Majorstävlingar
- British Open vinns av Alf Padgham, Storbritannien
- US Open vinns av Tony Manero, USA
- PGA Championship vinns av Denny Shute, USA
- The Masters vinns av Horton Smith, USA.

### Handboll
- 14 augusti - Tyskland vinner den olympiska turneringen i Berlin före Österrike och Schweiz.[10]
- 11 oktober - Redbergslids IK uppvisningsspelar Oslo med två lag i för att demonstrera handbollssporten i Norge.[11]

### Ishockey

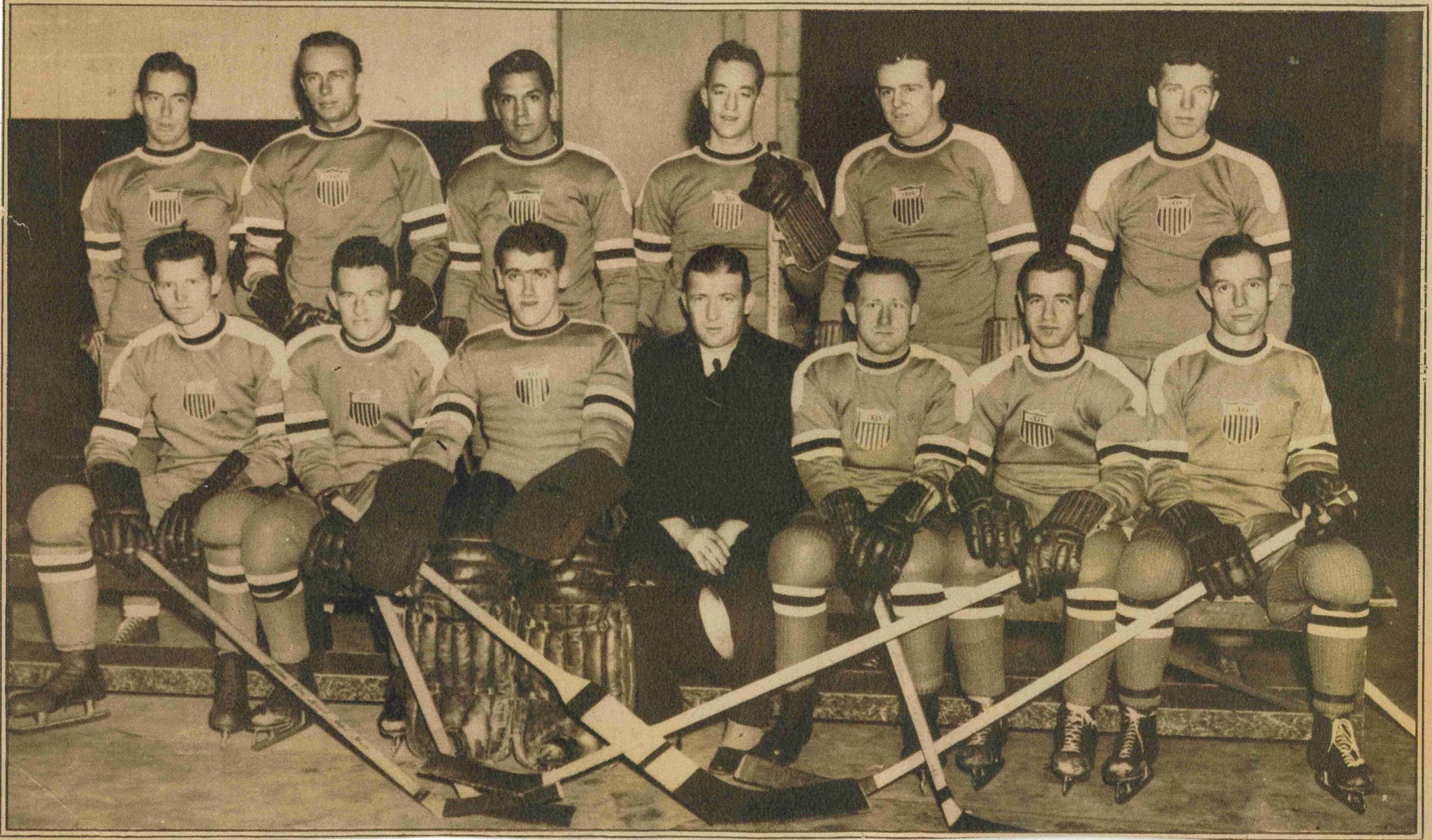
USA:s lag som kom att ta olympiskt brons.

- 16 februari - Storbritannien vinner den olympiska turneringen i Garmisch-Partenkirchen före Kanada och USA. Storbritannien blir Europamästare före Tjeckoslovakien.[12]
- 15 mars - Hammarby IF blir svenska mästare efter finalvinst mot AIK med 5-1 i omspelsmatch i Lindarängens ispalats då första mötet, som spelats två dagar tidigare på samma plats, slutat oavgjort 1-1.[13]
- 24-25 mars - Nytt rekord för längsta ishockeymatch noteras under Stanley Cup-slutspelet, med 2 timmar och 56 minuters effektiv speltid, mellan Montreal Maroons och Detroit Red Wings, då Detroit Red Wings avgör i sjätte förlängningsperioden. Matchen slutar klockan 02.25 på natten lokal tid.[14]
- 11 april - Stanley Cup vinns av Detroit Red Wings genom att i slutspelet besegra Toronto Maple Leafs med 3–1 i matcher.[15]
- Okänt datum – Vic Lindqvist blir svenska landslagets första kanadensiske tränare.[16]

### Konståkning

#### VM
- Herrar: Karl Schäfer, Österrike
- Damer: Sonia Henie, Norge
  - Vivi-Anne Hultén, Sverige blir bronsmedaljör
- Paråkning: Maxie Herber & Ernst Baier, Tyskland

#### EM
- Herrar: Karl Schäfer, Österrike
- Damer: Sonia Henie, Norge
- Paråkning: Maxie Herber & Ernst Baier, Tyskland

### Motorsport
- Tysken Bernd Rosemeyer vinner europamästerskapet för Grand Prix-förare.
- Italienaren Tazio Nuvolari vinner Vanderbilt Cup med en Alfa Romeo.
- Inget lopp av Le Mans 24-timmars kördes.

### Skidor, alpina grenar

#### VM

##### Herrar
- - Slalom
- 1 Rudolph Matt, Österrike
- 2 Eberhard Kneissl, Österrike
- 3 Rudolf Rominger, Schweiz

- - Störtlopp
- 1 Rudolf Rominger, Schweiz
- 2 Giacinto Sertorelli, Italien
- 3 Heinz von Allmen, Schweiz

- - Kombination
- 1 Rudolf Rominger, Schweiz
- 2 Heinz von Allmen, Schweiz
- 3 Eberhard Kneissl, Österrike

##### Damer
- - Slalom
- 1 Gerda Paumgarten, Österrike
- 2 Evelyn Pinching, Storbritannien
- 3 Greta Weickert, Österrike

- - Störtlopp
- 1 Evelyn Pinching, Storbritannien
- 2 Elvira Osirnig, Schweiz
- 3 Nini von Arx-Zogg, Schweiz

- - Kombination
- 1 Evelyn Pinching, Storbritannien
- 2 Elvira Osirnig, Schweiz
- 3 Gerda Paumgarten, Österrike

### Skidor, nordiska grenar
- 1 mars - Sven Hansson, Lima IF vinner Vasaloppet.[17]

#### VM
Inga särskilda världsmästerskap genomfördes eftersom OS arrangerades detta år.

#### SM

##### Herrar
- 15 km vinns av Erik Larsson, IFK Kiruna. Lagtävlingen vinns av Bodens BK.
- 30 km vinns av Hjalmar Bergström, Sandviks IK. Lagtävlingen vinns av Skellefteå AIK.
- 50 km vinns av Karl Lindberg, Trångsvikens IF.  Lagtävlingen vinns av Lycksele IF.
- Stafett 3 x 10 km vinns av Jokkmokks SK med laget John Berger, Sigurd Nilsson och Torsten Gustafsson.
- Backhoppning vinns av Sven Eriksson, Selångers SK. Lagtävlingen vinns av Djurgårdens IF.
- Nordisk kombination vinns av Otto Hultberg, Bodens BK. Lagtävlingen vinns av Grycksbo IF .

##### Damer
- 10 km vinns av Sigrid Nilsson-Vikström, Trångsvikens IF. Lagtävlingen vinns av Trångsvikens IF.

### Tennis

#### Herrar
- 28 juli - Storbritannien vinner International Lawn Tennis Challenge genom att finalbesegra Australien med 3-2 i Wimbledon.[18]
- Franska amatörmästerskapen vinns av: Gottfried von Cramm, Tyskland

##### Tennisens Grand Slam
- Australiska öppna - Adrian Quist, Australien
- Wimbledon - Fred Perry, Storbritannien
- US Open – Fred Perry, Storbritannien

#### Damer
- Franska amatörmästerskapen vinns av: Hilde Krahwinkel Sperling, Tyskland

##### Tennisens Grand Slam
- Australiska öppna - Joan Hartigan, Australien
- Wimbledon – Helen Jacobs, USA
- US Open – Alice Marble, USA

### Travsport
- Travderbyt körs på Jägersro travbana i  Malmö. Segrare blir det svenska stoet Sassa Hanover (SE) e. Sandy Flash (US) – Ruby Hall (US) e. Walnut Hall (US). Kilometertid:1.28,6 Körsven: Fritz Mahler
- Travkriteriet vinns av den svenska hingsten  Sete (SE) e. Harrison Dillon (US) – Lady Paris (US) e. Chestnut Peter (US).

## Rekord

### Friidrott
- 1 juni – Dorothy Odam, Storbritannien tangerar världsrekordet i  höjdhopp, damer med 1,65
- 14 juni – Gisela Mauermayer, Tyskland förbättrar världsrekordet i  diskus, damer till 47,99
- 19 juni – Archie Williams, USA förbättrar världsrekordet i 400 m, herrar till 46,1
- 19 juni – Forrest Towns, USA förbättrar världsrekordet i 110 m häck, herrar till 14,1
- 20 juni – Jesse Owens, USA förbättrar världsrekordet i 100 m, herrar till 10,2
- 21 juni – Tyskland (med Käthe Krauß, Emmy Albus, Marie Dollinger och Grete Winkels) förbättrar världsrekordet i  4 x 100 m, damer till 46,5
- 4 juli – George Varoff, USA förbättrar världsrekordet i stavhopp, herrar till 4,43
- 11 juli – Gisela Mauermayer, Tyskland förbättrar världsrekordet i  diskus, damer till 48,31
- 12 juli – Cornelius Johnson, USA förbättrar världsrekordet i höjdhopp, herrar till 2,07
- 12 juli – David Albritton, USA förbättrar världsrekordet i höjdhopp, herrar till 2,07
- 12 juli – Jesse Owens, USA tangerar världsrekordet i 200 m, herrar med 21,0
- 13 juli – Lydia Freiberg, Sovjetunionen förbättrar världsrekordet i 1 500 m, damer till 5.02,0
- 30 juli – Jevdokia Vasiljeva, Sovjetunionen förbättrar världsrekordet i 1 500 m, damer till 4.47,2
- 5 augusti – Jesse Owens, USA förbättrar världsrekordet i 200 m, herrar till 20,7
- 6 augusti – Forrest Towns, USA tangerar världsrekordet i 110 m häck, herrar med 14,1
- 6 augusti – Naoto Tajima, Japan förbättrar världsrekordet i trestegshopp, herrar till 16,00
- 8 augusti – Jack Lovelock, Nya Zeeland förbättrar världsrekordet i 1 500 m, herrar till 3.47,8
- 8 augusti – Glenn Morris, USA förbättrar världsrekordet i  tiokamp, herrar till 7 9000 p
- 8 augusti – Tyskland ((med Emmy Albus, Käthe Krauß, Marie Dollinger och Ilse Dörffeldt) förbättrar världsrekordet i  4 x 100 m, damer till 46,4
- 9 augusti – USA förbättrar världsrekordet i 4 x 100 m, herrar till 39,8
- 10 augusti – Helen Stephens, USA förbättrar världsrekordet i 100 m, damer till 11,5
- 20 augusti – Glenn Cunningham, USA förbättrar världsrekordet i 800 m, herrar till 1.49,7
- 27 augusti – Forrest Towns, USA förbättrar världsrekordet i 110 m häck, herrar till 13,7

## Evenemang
- Olympiska sommarspelen 1936 äger rum i Berlin, Tyskland och den olympiska elden förs för första gången från Olympia i Grekland till tävlingsarenan.
- Olympiska vinterspelen 1936 äger rum i Garmisch-Partenkirchen, Tyskland
- VM i cykelsport anordnas i Bern, Schweiz.
- VM i konståkning anordnas i Paris, Frankrike.
- VM i skidor, alpina grenar anordnas i Innsbruck, Österrike
- EM i konståkning anordnas i Berlin, Tyskland.

## Födda
- 6 januari – Darlene Hard, amerikansk tennisspelare.
- 13 januari – Gunhild Larking, svensk friidrottare.
- 17 februari – Jim Brown, amerikansk utövare av amerikansk fotboll.
- 29 februari – Henri Richard, kanadensisk ishockeyspelare.
- 4 mars – Jim Clark, brittisk racerförare.
- 10 mars – Sepp Blatter, schweizisk FIFA-president.
- 6 maj – Torbjörn Jonsson, svensk fotbollsspelare.
- 18 juni – Denny Hulme, nyzeeländsk racerförare.
- 7 juli – Jo Siffert, schweizisk racerförare.
- 21 augusti – Wilt Chamberlain, amerikansk basketspelare.
- 15 september – Ashley Cooper, australisk tennisspelare.
- 19 september – Al Oerter, amerikansk friidrottare
- 30 oktober – Polina Astachova, ukrainsk gymnast, 5-faldig OS-guldmedaljör.
- 3 november – Roy Emerson, australisk tennisspelare.
- 5 november – Uwe Seeler, tysk fotbollsspelare.
- 12 december – Iolanda Balaș, rumänsk friidrottare.
- 30 december – Mike Spence, brittisk racerförare.

## Avlidna
- 13 mars – Gunnar Höjer, 61, svensk gymnast, ett OS-guld.
- 3 oktober – John Heisman, 66, amerikansk utövare och tränare av amerikansk fotboll.

### Fotnoter
1. ↑  Erik Jonsson (1 mars 1936). ”1930–1939”. Svenska Bandyförbundet. Arkiverad från originalet den 15 februari 2015. https://web.archive.org/web/20150215054718/http://www.svenskbandy.se/BANDYFINALEN/HISTORIK/Svenskamastare/Herrar/1930-1939/. Läst 18 mars 2020.
2. ↑  ”Västerås Sportklubbs SM-finaler i bandy”. VSK Forum. http://www.vskforum.com/vsk.nu/SM-finallag.html. Läst 21 juli 2011.
3. ↑  ”1936 World Series” (på engelska). Baseball-Reference.com. http://www.baseball-reference.com/postseason/1936_WS.shtml. Läst 16 juli 2015.
4. ↑  ”Sport Statistics”. Arkiverad från originalet den 23 juni 2015. https://web.archive.org/web/20150623213413/http://todor66.com/basketball/Olympic/Men_1936.html. Läst 23 augusti 2011.
5. ↑  ”England FA Challenge Cup 1935-1936” (på engelska). RSSSF. http://www.rsssf.com/tablese/engcup1936.html. Läst 19 augusti 2012.
6. ↑  ”Games of the XI. Olympiad” (på engelska). RSSSF. http://www.rsssf.com/tableso/ol1936f.html. Läst 16 augusti 2011.
7. ↑   Alla tiders svenska gångstatistik Svenska Gång- och Vandrarförbundet s 5 /web.archive.org (läst 15 maj 2025)
8. ↑  ”1930” (på portugisiska). Sylvesterloppet. Arkiverad från originalet den 1 mars 2014. https://web.archive.org/web/20140301041020/http://www.saosilvestre.com.br/1930. Läst 19 augusti 2012.
9. ↑  ”Boston Marathon”. Arkiverad från originalet den 27 april 2015. https://web.archive.org/web/20150427035419/http://www.baa.org/races/boston-marathon/boston-marathon-history/past-champions/past-mens-open-champions.aspx. Läst 9 april 2011.
10. ↑  ”Sport Statistics”. Arkiverad från originalet den 24 augusti 2011. https://web.archive.org/web/20110824170417/http://www.todor66.com/handball/Olympic/Men_1936.html. Läst 23 augusti 2011.
11. ↑  ”Norges Håndboldforbund”. http://www.handball.no/p1.asp?p=1740. Läst 23 augusti 2011.
12. ↑  ”Jeux Olympiques de Garmisch-Partenkirchen 1936” (på franska). Hockey Archives. 16 februari 1936. https://www.hockeyarchives.info/JO1936.htm. Läst 15 augusti 2011.
13. ↑  ”Championnat de Suède 1935/36” (på franska). Hockey Archives. 15 mars 1936. http://www.passionhockey.com/hockeyarchives/Suede1936.htm. Läst 15 augusti 2011.
14. ↑  Norlin, Arne. Hockey - de tuffa lirarnas spel. Rabén & Sjögren
15. ↑  ”NHL 1935/36” (på franska). Hockey Archives. https://www.hockeyarchives.info/NHL1936.htm. Läst 23 mars 2020.
16. ↑  ”Svensk ishockey år för år”. Svenska Ishockeyförbundet. https://www.swehockey.se/globalassets/svenska-ishockeyforbundet/historik/ar_for_ar.pdf. Läst 15 mars 2020.
17. ↑  ”Historiska segrare”. Vasaloppet. Arkiverad från originalet den 22 mars 2020. https://web.archive.org/web/20200322121012/https://www.vasaloppet.se/wp-content/uploads/sites/1/2019/09/historiska_segrare_vasaloppet_sve_2019-09-18.pdf. Läst 5 september 2011.
18. ↑  ”Davis Cup”. http://www.daviscup.com/en/results/tie/details.aspx?tieId=10000602. Läst 20 augusti 2011.